# ميزونو
ميزونو (باليابانية: ミズノ株式会社, 美津濃株式会社) هي شركة معدات ملابس رياضية يابانية، تأسست في أوساكا عام 1906 بواسطة ريهاتشي ميزونو. ميزونو هي شركة عالمية تصنع مجموعة واسعة من المعدات الرياضية والملابس الرياضية لتنس الريشة وكرة القاعدة والملاكمة وركوب الدراجات وكرة القدم وغولف والجودو والرغبي والجري والتزلج وألعاب القوى والسباحة وتنس الطاولة والتنس وكرة الطائرة.